# Cymonomus quadratus
Cymonomus quadratus är en kräftdjursart som beskrevs av Alphonse Milne-Edwards 1880. Cymonomus quadratus ingår i släktet Cymonomus och familjen Cymonomidae. Inga underarter finns listade i Catalogue of Life.